# Don't Call Me Angel
"Don't Call Me Angel", alternativamente intitulada "Don't Call Me Angel (Charlie's Angels)", é uma canção colaborativa das cantoras estadunidenses Ariana Grande, Miley Cyrus e Lana Del Rey, gravada para a trilha sonora do filme Charlie's Angels (2019). Foi composta pelo trio em conjunto com Alma-Sofia Miettinen, Savan Kotecha, Max Martin e Ilya Salmanzadeh, e produzida pelos dois últimos. A faixa foi lançada como o primeiro single do conjunto de músicas do longa em 13 de setembro de 2019, através da Republic Records.

## Antecedentes e lançamento
Após duas adaptações cinematográficas da franquia Charlie's Angels, em que a bem sucedida música-tema do primeiro filme, "Independent Women Part I", do grupo feminino Destiny's Child, liderou a Billboard Hot 100 por 11 semanas consecutivas, a Sony Pictures Entertainment, produtora dos filmes originais, anunciou uma re-produção dos longas para novembro de 2019, com Kristen Stewart, Naomi Scott e Ella Balinska escaladas para compor o trio de protagonistas. No âmbito musical, Ariana Grande foi selecionada para encarregar-se da música-tema e da produção executiva da trilha sonora do novo filme, assumindo a responsabilidade em conjunto com os produtores suecos Max Martin e Ilya Salmanzadeh e o compositor Savan Kotecha, seus parceiros frequentes.
Ariana anunciou formalmente seu envolvimento com Charlie's Angels em 27 de junho de 2019, quando o primeiro trailer do filme foi divulgado. Com a prévia, foi confirmado também que o single do filme seria um fruto colaborativo com Miley Cyrus e Lana Del Rey, após especulações vindas de uma publicação na plataforma Giphy. A diretora Elizabeth Banks demonstrou-se "encantada" com o trio em declaração para a revista People, acrescentando que todas inspiraram-se também dos primeiros filmes e que a faixa "combinou tematicamente com o filme exato que estávamos fazendo". Em entrevista com o The New York Times, Del Rey revelou ser fã da discografia de Grande e que, após trocarem contatos, a última convidou-lhe para participar da faixa, ao que ela aceitou rapidamente.
Para a rádio 103.4 MYfm, Del Rey descreveu a canção como "muito fofa e legal" e "bem apimentada", explicando: "Eles queriam que eu escrevesse algo, então meio que cortei um verso [de Grande] em uma ponte e apenas falei algumas coisas sobre seus cursos também, e depois a Miley entrou também". Na mesma ocasião, ela detalhou que foram vistas apenas três cenas do filme durante a elaboração da música, e comentou acreditar que seria lançada em cerca de duas semanas. Em 9 de setembro, o trio anunciou oficialmente o título da canção como "Don't Call Me Angel" e começou a divulgar prévias em suas redes sociais, confirmando seu lançamento para o dia 13 seguinte pela Republic Records, acompanhado por um link para ser pré-salva em plataformas digitais. A mesma gravadora também enviou a canção para rádios hot AC e mainstream estadunidenses nos dias 16 e 17 de setembro, respectivamente.

## Vídeo musical
O vídeo musical acompanhante foi dirigido por Hannah Lux Davis e lançado em 13 de setembro de 2019, em conjunto com a faixa. Trechos da produção foram divulgados nas redes sociais das artistas, apresentando-as andando num cômodo caracterizadas com grandes asas pretas.

## Créditos
Lista-se abaixo os profissionais envolvidos na elaboração de "Don't Call Me Angel", de acordo com o serviço Tidal:
| - Ariana Grande: composição, vocalista principal, vocalista de apoio - Miley Cyrus: composição, vocalista principal, vocalista de apoio - Lana Del Rey: composição, vocalista principal, vocalista de apoio - Alma-Sofia Miettinen: composição - Savan Kotecha: composição - Max Martin: composição, produção, baixo, baterias, teclados | - Ilya Salmanzadeh: composição, produção, baixo, baterias, teclados - Cory Bice: engenharia - Jeremy Lertola: engenharia - Sam Holland: engenharia - Serban Ghenea: mixagem - John Hanes: engenharia de mixagem |

## Histórico de lançamento
| Região         | Data                   | Formato(s)                    | Gravadora |
| -------------- | ---------------------- | ----------------------------- | --------- |
| Mundo          | 13 de setembro de 2019 | Download digital, streaming   | Republic  |
| Itália         | 13 de setembro de 2019 | Rádios mainstream             | Universal |
| Reino Unido    | 13 de setembro de 2019 | Rádios mainstream             | Republic  |
| Estados Unidos | 16 de setembro de 2019 | Rádios hot adult contemporary | Republic  |
| Estados Unidos | 17 de setembro de 2019 | Rádios mainstream             | Republic  |